# Liubîmivka, Kiev-Sveatoșîn
Liubîmivka (în ucraineană Любимівка) este un sat în comuna Buzova din raionul Kiev-Sveatoșîn, regiunea Kiev, Ucraina.

## Demografie
Componența lingvistică a localității Liubîmivka
     Ucraineană (93,65%)
     Rusă (6,02%)
Conform recensământului din 2001, majoritatea populației localității Liubîmivka era vorbitoare de ucraineană (93,65%), existând în minoritate și vorbitori de rusă (6,02%).